# Bollsta

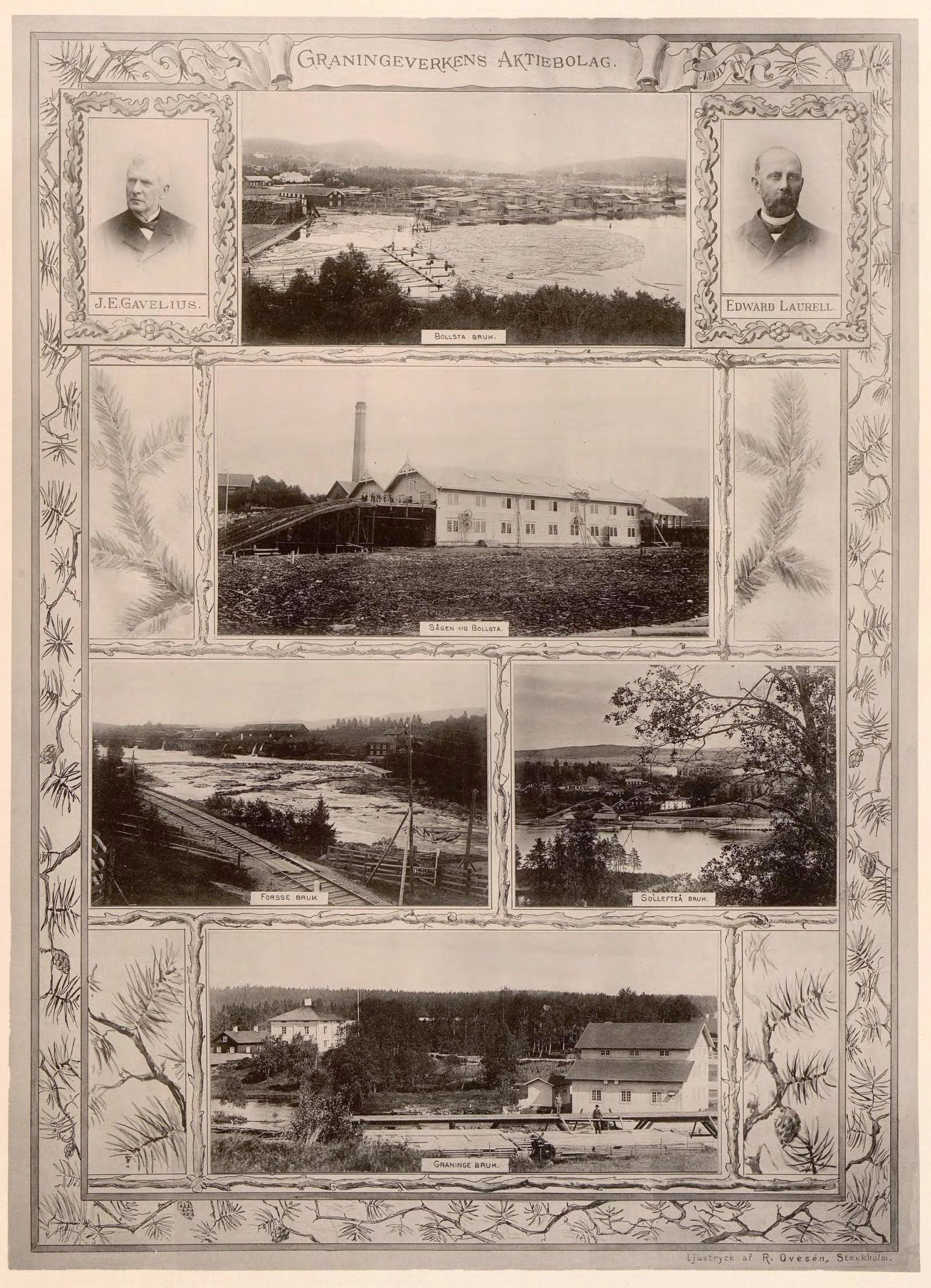
Graningeverken presenterat i bildverk omkring år 1900.

Bollsta är en del av tätorten Bollstabruk och var tidigare en by i Ytterlännäs socken, troligen från järnåldern. I de äldsta källorna skrivs namnet Ballsta, vilket anses betyda Balles boplats. Byn låg norr om Bollstaån vid Bollstafjärden i Ångermanälven. Omkring 1740 anlades ett järnbruk vid Bollstaån. Masugnen placerades norr om ån, på mark inköpt av Bollsta by, medan herrgården och övriga bruksbebyggelsen byggdes söder om ån, på grannbyn Blästas marker. Järnbruket fick heta Bollstabruk, och med tiden blev detta namn vanligare än det gamla bynamnet. Idag ingår Bollsta som en del av tätorten Bollstabruk.